# Milena Milani
Milena Milani, née à Savone (Ligurie) le 24 décembre 1917 et morte dans la même ville le 9 juillet 2013 est une femme de lettres et journaliste italienne.

## Biographie
Née à Savone en 1917 (et non en 1922, comme elle l'a déclaré pendant des décennies), elle habitait devant la gare de Savone Letimbro (it) sur les rives du Letimbro (it), au numéro 6 de la Via Quattro Novembre (qui faisait alors partie de la Via Venti Settembre). Son père, Tullio Milani, agronome, est né à Livourne. Sa mère, Anna Antonione, était originaire de Dogliani. A plusieurs reprises elle a déclaré avoir été baptisée Milena car, si elle était née garçon, on l'aurait appelée « Lénine ». À Savone, Milani a terminé ses études à l'Istituto magistrale en obtenant un diplôme.
Elle a ensuite fréquenté l'université de Rome « La Sapienza » à Rome. En 1941, elle est poètesse au lictoriales de Sanremo. Elle est très active dans le journal des Gruppo universitario fascista, auquel elle collabore avec des reportages sur l'art de la guerre et sur les étudiantes allemandes. Cependant, ses relations avec la parti de Benito Mussolini et avec le fascisme changent du tout au tout lorsqu'elle devient une habituée du rassemblement d'un groupe d'intellectuels dans la troisième salle du caffè Aragno. Quelques étudiants de ce groupe menés par Giuseppe Ungaretti et Corrado Alvaro participe à l'occupation du journal fasciste via del Tritone. En 1942, elle rencontre Filippo Tommaso Marinetti à Rome qui la surnomme « Commandant général de toutes les femmes futuristes d'Italie ».
En 1943, elle est forcée de quitter Rome pour fuir l'intervention des SS et, grâce à un laissez-passer, elle déménage à Venise. Dans cette ville elle rencontre le collectionneur et marchand d'art Carlo Cardazzo qui deviendra son compagnon jusqu'en 1963, malgré le désaccord de sa famille. Journaliste sportif, il a suivi le Giro d'Italia dans le magazine Il Campione.
Dans les années 1960 son roman, Une jeune fille nommée Julien, publié par la maison d'édition Longanesi, fait grand bruit. Paru en 1964, le livre est au centre de polémiques et est bientôt saisi, tandis que Milani ainsi que son éditeur Mario Monti, le propriétaire de Longanesi, sont jugés et condamnés à six mois de prison le 22 mars 1966 pour publication obscène outrageant les bonnes mœurs. De nombreux intellectuels italiens, à commencer par Giuseppe Ungaretti, ont apporté leur soutien à Milani qui a ensuite été acquittée en appel en 1967, sous prétexte que : « Les idées érotiques s'insèrent harmonieusement dans le tissu narratif et répondent aux besoins descriptifs que suggérait le thème d'une femme condamnée à la solitude et elles se déploient harmonieusement dans l'unité poétique de l'œuvre ». Elle a été défendue par l'avocat Salvatore La Villa. Traduit dans de nombreuses langues et très bien vendu notamment en France, aux États-Unis et en Angleterre, le roman a atteint sa quinzième réédition et a été adapté dans le film homonyme Une jeune fille nommée Julien en 1970. En 1966, il était déjà mentionné dans le film Scusi, lei è favorevole o contrario?, la première adaptation d'un roman de Milani par Alberto Sordi.

## Publications
- Ignoti furono i cieli, Venezia, ed. del Cavallino, 1944.
- L'estate, ib., 1946.
- Storia di Anna Drei, Milano, Mondadori, 1947.
- Uomo e donna, in Lucio Fontana, Concetti spaziali, present. di Beniamino Joppolo, Milano, Ed. Moneta, 1950. (racconto)
- Gli orsi di Mera, Milano, Fiumara, 1951.
- Uomo e donna, Milano, Moneta, 1952.
- La ragazza di fronte, con 6 disegni di Giuseppe Capogrossi, Venezia, Il Cavallino, 1953. (versi)
- Emilia sulla diga, Milano, Mondadori, 1954.
- Albisola 1963: 21 settembre-6 ottobre, testi di M. M. e Tullio d'Albisola; opere di Franco Bruzzone... e altri, Albisola Capo, Galleria Pescetto, 1963.
- La ragazza di nome Giulio, Milano, Longanesi, 1964.
  - Une jeune fille nommée Julien, traduction de C. A. Ciccione, Paris, Stock, 1967
- Italia sexy, Genova, Immordino, 1967.
- La mattina è diventata sera, con cinque acqueforti di Franco Gentilini, Pesaro-Milano, La Pergola Edizioni d'Arte, 1970. (versi)
- Milena Milani: dal 5 al 15 settembre 1970, Venezia, Galleria "Il Traghetto" 2, 1970.
- Proibito baciare Angela, in AA.VV., Selezione dal Reader's Digest (Papillon di Henri Charrière; L'alba di Adam Cooper di Howard Fast; Vennero di mattina di Giuseppe Marotta; Fiona di Catherine Gaskin; Il vecchio e il bambino di Claude Berri). Milano, Selezione dal Reader's Digest, 1971.
- Io donna e gli altri, Milano, Longanesi, 1972 (2 ed, 1983).
- Il sigillo dell'amicizia a André Verdet: Roma 16 gennaio 1972, S. l., s. n., 19.. (Roma, Romolo).
- Soltanto amore, Milano, Rusconi, 1976.
- Diana, Milano, Il falco, 1977.
- Oggetto sessuale, Milano, Rusconi, 1977.
- La rossa di Via Tadino, Milano, Rusconi, 1979.
- Mi sono innamorata a Mosca, Milano, Rusconi, 1980.
- La donna nell'arte italiana: aprile 1981, Reggio Emilia, Galleria La scaletta, 1981. (Catalogo della mostra tenuta a Reggio Emilia, presso la Galleria La Scaletta)
- Umori e amori, Milano, Rusconi, 1982.
- L'angelo nero e altri ricordi, Milano, Rusconi, 1984.
- Sei storie veneziane, prefazione di Giuseppe Gigliozzi, Firenze, Editoriale Sette, 1984.

## Adaptations au cinéma
- 1966 : Scusi, lei è favorevole o contrario? d'Alberto Sordi
- 1970 : Une jeune fille nommée Julien (La ragazza di nome Giulio) de Tonino Valerii